# L'Évasion des Dalton
L'Évasion des Dalton est la vingt-huitième histoire de la série Lucky Luke par Morris (dessin) et René Goscinny (scénario). Elle est publiée pour la première fois du no 1076 au no 1102 de l’hebdomadaire Spirou, puis est publiée en album en 1960. L'histoire raconte la première évasion des Dalton et comment Lucky Luke les remet en prison.

## Résumé
Depuis que Lucky Luke les a capturés dans Les Cousins Dalton, les Dalton sont emprisonnés au pénitencier. Pourtant, ils parviennent à s'en échapper — première évasion d'une longue série. Lucky Luke se lance donc à leur poursuite, tandis que, de leur côté, les quatre frères désirent se venger de lui. Pour parvenir à leurs fins, ils affichent de faux avis de recherche et publient de faux articles de journaux, afin de faire passer Luke pour un criminel.
Heureusement pour Lucky Luke, la plupart des habitants ont trop peur pour oser s'en prendre à lui. Finalement, Luke retrouve les Dalton mais se fait capturer par les quatre hors-la-loi. Ces derniers décident d'humilier le cow-boy en lui imposant différentes corvées.
Finalement, avec l'aide de la cavalerie, Lucky Luke échappe aux Dalton et se lance à leur poursuite. Joe provoque alors le cow-boy en duel après avoir mis de l'huile dans l'étui de son revolver, espérant ainsi pouvoir dégainer plus vite. Mais son astuce se retourne contre lui et Lucky Luke réussit à ramener les quatre frères au pénitencier... en attendant la prochaine évasion.

## Personnages
- Lucky Luke.
- Les frères Dalton : il s'agit de leur deuxième affrontement avec Lucky Luke.
- Shérif de Bashful City : caractérisé par sa lâcheté.
- Général Mustard : général de l'armée américaine.

## Publication

### Revues
L'histoire est parue dans le journal Spirou, du no 1076 (27 novembre 1958) au no 1102 (28 mai 1959).

### Album
Éditions Dupuis, no 15, 1960

## Adaptation
Cet album a été adapté dans la série animée Lucky Luke, diffusée pour la première fois en 1991 où le chien Rantanplan apparaît dans cet épisode comme caméo.